# 土居孝幸
土居 孝幸（どい たかゆき、1955年6月30日 - ）は、日本の漫画家、イラストレーター、キャラクターデザイナー。別名に土井バグユキ。
愛媛県宇和島市出身。千葉県立木更津高等学校、早稲田大学法学部卒業。早稲田大学漫画研究会出身。通称「どいん」、「土居ちゃん」。血液型はB型。
ハドソンのコンピュータゲーム「桃太郎シリーズ」（『桃太郎伝説』・『桃太郎電鉄』など）のキャラクターデザインや『ジャンプ放送局』の作画で知られる。

## 来歴・人物
早稲田大学時代に漫画研究会に所属。大学卒業後、イラストレーターとして活動。また、漫画家としての活動経験もあり、1981年、月刊少年誌『少年ジェッツ』（白泉社）にて「ぶりっ子!リトル」（創刊号から連載）、月刊少年誌『100てんコミック』（双葉社）で「3年B組ガジャ夫くん」を連載した。しかし、両作品とも掲載誌の休刊（廃刊）に伴い連載も短期間で終了となった。大学時代に知り合ったさくまあきらとは、同じ時期に「週刊セブンティーン」で各々仕事をしていた。その縁からさくまとの仕事が増え、週刊少年サンデーで「サンデーまんがカレッジ」でイラストを担当するようになる。
1982年10月、『週刊少年ジャンプ』の読者投稿コーナー『ジャンプ放送局』のイラストを担当。ジャンプ放送局“局員”として自ら描いたキャラクターで誌面に登場。「女性にモテない」「独身」「スケベ」などのキャラ設定であったが、実際は身長も178cmと高身長で人当たりも良く、交際している恋人がいた。後年になり、イメージが崩れるのを避けるため公表しなかったと語っている。
絵の特徴としては、80年代当時に少年誌のギャグ漫画に多く見られる2〜3頭身のキャラクターが多い。また、有名人などの似顔絵をデフォルメして描くことを得意としている。
1987年にさくまがハドソンよりリリースしたコンピュータゲーム『桃太郎伝説』を皮切りに、『桃太郎シリーズ』（『桃太郎伝説シリーズ』『桃太郎電鉄シリーズ』『桃太郎活劇』など）の作画やキャラクターデザインを務めていた。なお、『桃太郎伝説シリーズ』に登場する“安売り王ドイン”は土居がモデル。
3DCGが出た当初は「自分の絵柄はポリゴン向きでは無い」と嫌っていたが、技術が進歩して違和感なく3D化することが可能になったことで、桃太郎電鉄シリーズのPS2以降の作品（『X』〜『2017』）ではマップやキャラクターの多くがトゥーンシェーディングなどの技術により3D化されている。PS2以前の作品でもセガサターンで発売された『桃太郎道中記』では「ボンビー大魔王」（桃太郎電鉄のキングボンビーの先祖）がムービー中で3DCGによって描写されるといった例もある。
「テレビが酸素」と公言するぐらいのテレビ好きでもある。斉藤由貴のデビュー当時からの大ファンと公言している。

## 参加作品
特に記載のないものは作画・キャラクターデザイン担当
- ドラゴンクエスト（取扱説明書のイラスト）
- 桃太郎シリーズ
  - 桃太郎伝説シリーズ
  - 桃太郎電鉄シリーズ - 全てのキャラクターのデザインを務めたのは桃太郎電鉄ボードゲーム『大どんでん返しの巻』まで（家庭用ゲーム機向けには『WORLD』まで、据置機に限定すると『2010』まで）。2016年発売の『2017』では桃太郎と貧乏神のみ土居のデザインが使用された。
  - 桃太郎活劇
  - 桃太郎電劇
  - 桃太郎電劇2
  - 桃太郎道中記
- 忍者らホイ! 痛快うんがちょこ忍法伝!!
- ジャングルウォーズ
- ザ・ラストバトル
- 宗像教授 伝奇考
  - 桃太郎連説内

桃太郎伝説登場キャラクター・宗像伝奇（扉絵）
- 怪物パラ☆ダイス
- さくま式人生ゲーム
- お仕事式人生ゲーム めざせ職業王
- フルーツトラベラーズ[2]
- ビリオンロード[3]
- SDGs×マンガのチカラ - 「感染症対策をマンガのチカラで！」に桃太郎シリーズの主人公「桃太郎」のイラスト色紙を寄稿[4]
- てんてん サボりん[5]

連載
- マシリト＆アバレの神龍にお願い（2024年10月 - ） - ラジオ番組「TOKYO M.A.A.D SPIN」『ゆう坊＆マシリトのkosokoso放送局』（J-WAVE）1頁番組宣伝漫画[6][注釈 1] ※下記外部リンク「KosoKoso放送局★漫画劇場」参照

## 出版物

### イラスト
- ジャンプ放送局（週刊少年ジャンプ、集英社）
- ファミコン神拳（週刊少年ジャンプ、集英社）
- Dr.ニッシーのあのことまんが 解決!からだの悩み・女のコの不思議（1988年1月1日、集英社（明星BOOKS））ISBN 978-4-08780-098-2
- Dr.ニッシーの新あのこと性器の悩みからエイズまで！まんがすみずみまでわかる性教育（1992年10月1日、ホーム社）ISBN 978-4-83426-002-1
- 新桃太郎伝説 上巻（1995年12月1日、小学館）ISBN 978-4-09440-451-7
- 新桃太郎伝説 下巻（1995年12月1日、小学館）ISBN 978-4-09440-452-4
- 桃太郎電鉄研究読本（2000年1月1日、廣済堂出版）ISBN 978-4-33180-013-3
- おいしい桃鉄 桃太郎電鉄11 全国グルメ物件ガイド（2001年12月1日、小学館）ISBN 978-4-09106-073-0
- 旨いべさ! 桃鉄ごはん B級グルメ旅 北海道 東北編（2010年1月1日、笠倉出版社）ISBN 978-4-77309-987-4
- 旨いでぇ! 桃鉄ごはん B級グルメ旅 北陸・関東・中部・近畿・海外編（2010年2月1日、笠倉出版社）ISBN 978-4-77309-991-1
- 旨かばい! 桃鉄ごはん B級グルメ旅 中国・四国・九州・沖縄編（2010年2月1日、笠倉出版社）ISBN 978-4-77309-992-8

### 漫画
- ぶりっ子!リトル（少年ジェッツ（白泉社））
- 3年B組ガジャ夫くん（100てんコミック、双葉社）
- ももたろ王国〈「SUPER桃太郎電鉄II完全ツアーガイド」に収録〉（1992年1月1日、小学館）ISBN 978-4-09104-199-9
- 桃太郎潜入記〈「新桃太郎伝説究極本」に収録〉（1994年7月1日、KKベストセラーズ）ISBN 978-4-58416-016-9）
- ちばばの法則〈「スーパー桃太郎電鉄Ⅲ究極本」に収録〉（1994年12月1日、KKベストセラーズ）ISBN 978-4-58416-019-0
- ちばばの法則2〈「スーパー桃太郎電鉄DX究極本」に収録〉（1995年12月1日、KKベストセラーズ）ISBN 978-4-58416-031-2
- 「桃鉄16」4コマ名作劇場〈「桃太郎電鉄16 北海道大移動の巻! 激勝! 爆笑! 一生日本一ガイド」に収録〉（2006年12月1日、集英社）ISBN 978-4-08779-397-0

### イラスト集
- 土居孝幸 アートワークス DOIN'S （どいんズ）（2010年10月26日、樹想社）ISBN 978-4-87777-095-2
  - 桃太郎シリーズ（桃太郎伝説・桃太郎電鉄）やジャンプ放送局のイラストを収録している

### トレーディングカード
- 桃繰勘定戦（未来蜂歌留多商会、発売中止）
  - 桃太郎電鉄をモチーフとしたトレーディングカードゲーム。ハドソンの子会社未来蜂歌留多商会より発売される予定であったが、発売延期が繰り返されたのちに発売中止となった。『桃太郎電鉄7』『桃太郎伝説』(PlayStation版)の初回購入特典としてカードが3枚ずつ同梱されていた

## 出演

### テレビ
- 桃の陣!（毎日放送）
- ご当地グルメバトル！桃鉄の旅（旅チャンネル）
- サイコロまかせ！桃鉄の旅（旅チャンネル）
- さくまあきらの桃伝＆桃鉄大解剖！（MONDO21）

### ラジオ
- 島田紳助のおっと危ない!東京ばくだん小僧（1985年10月 - 1986年3月、ニッポン放送） - 箱コーナー「アタック北斗の拳」レギュラー。さくまあきら、榎本一夫と出演
- さくまあきらのキャンピコ放送局（1986年、ニッポン放送） - さくまあきら、榎本一夫と出演
- ABブラザーズのオールナイトニッポン（1987年1月 - 7月、ニッポン放送） - 「桃太郎伝説」制作にあたり同番組とのコラボ企画で設けられた箱コーナーにさくまあきら、榎本一夫と出演。リスナーからアイデアを募った
- TOKYO M.A.A.D SPIN（2023年6月26日、J-WAVE） - 鳥嶋和彦、堀井雄二、大徳哲雄、榎本一夫と出演。ファミコン神拳やジャンプ放送局などの裏話を語った[7]
- ゆう坊＆マシリトのkosokoso放送局（2025年1月26日（25日深夜）、J-WAVE） - 鳥嶋和彦、堀井雄二の冠番組。上記「TOKYO M.A.A.D SPIN」内包番組（毎月第4土曜日放送）。榎本一夫と共にゲスト出演[8]

### その他
- 桃太郎電鉄 〜SOKOZIKARA〜（東芝EMI）
  - 収録曲「大好き！桃太郎電鉄」において、ゲーム監督のさくまあきら、音楽担当の関口和之・宮路一昭らと共に"ザ・ピーチボーイズ"の一員として歌唱を担当。また、同CDのジャケットイラストも担当している

### イベント
- 「ボツ『少年ジャンプ』伝説の編集長の“嫌われる”仕事術」出版記念イベント（2025年8月10日、大阪 Loft PlusOne West）[9]

## 関連人物
- さくまあきら
- 榎本一夫
- 横山智佐
- 宮岡寛 - 週刊少年サンデーで「サンデーまんがカレッジ」や「めざせ！マンガ家」を土居と組んで連載していた